# نيكولا دي فيليبو
نيكولا دي فيليبو (بالإيطالية: Nicolas Di Filippo)‏ (9 يوليو 1993 بغاردياغريلي في إيطاليا - ) هو لاعب كرة قدم إيطالي في مركز قلب الدفاع. لعب مع نادي ريجينا ونادي سيينا ونادي كييتي كالسيو الرياضي وAS Melfi ‏ ولانشانو كالتشيو 1920 ‏.

## وصلات خارجية
- نيكولا دي فيليبو على موقع قاعدة بيانات كرة القدم.إي يو (الإنجليزية)
- نيكولا دي فيليبو على موقع Soccerway.com (الإنجليزية)